# 林楷錡
林楷錡（1998年6月12日—）為台灣棒球選手，守備位置為投手，曾效力於中華職棒樂天桃猿。

## 生平
林楷錡為前味全龍投手林琨瑋之子，出身臺南市，從小接受棒球訓練，就讀崇學國小、建興國中、南英商工。高中畢業後，他進入國立體育大學。
林楷錡於中華職棒2020年季中選秀中被樂天桃猿以第八輪第42順位選進。
2023年春訓期間，他棄打從投。季後，他未獲契約保留並遭到釋出。
2025年，林楷錡加入桃園市成棒隊。

## 職棒生涯成績

### 打擊成績
| 年度 | 球隊     | 出賽 | 打數 | 安打 | 全壘打 | 打點 | 盜壘 | 三振 | 四死 | 壘打數 | 雙殺打 | 打擊率 | 上壘率 | 長打率 | OPS   |
| ---- | -------- | ---- | ---- | ---- | ------ | ---- | ---- | ---- | ---- | ------ | ------ | ------ | ------ | ------ | ----- |
| 2022 | 樂天桃猿 | 3    | 8    | 1    | 0      | 0    | 0    | 2    | 0    | 1      | 0      | 0.125  | 0.222  | 0.125  | 0.347 |
| 合計 | 1年      | 3    | 8    | 1    | 0      | 0    | 0    | 2    | 0    | 1      | 0      | 0.125  | 0.222  | 0.125  | 0.347 |